# Afrohybos valentinus
Afrohybos valentinus är en tvåvingeart som beskrevs av Smith 1969. Afrohybos valentinus ingår i släktet Afrohybos och familjen puckeldansflugor. Inga underarter finns listade i Catalogue of Life.